# Orden
Orden is een wijk en buurt in de Nederlandse stad Apeldoorn. De wijk ligt in West-Apeldoorn en bestaat voornamelijk uit rijtjeshuizen, flats en seniorenwoningen. Het valt onder het stadsdeel Noord-West. Orden wordt in grote lijnen begrensd door de spoorlijn Apeldoorn - Amersfoort, de Asselsestraat en de Jachtlaan. Aan de westkant loopt de wijk over in de Veluwe. De wijk Orden bestaat verder uit de buurten Driehuizen en Brinkhorst.

## Voorzieningen
Orden beschikt over één winkelcentrum: het Ordenplein. Verder zijn er enkele winkels verspreid over de wijk. In Orden ligt de Willem III kazerne: het landelijke opleidings- en kenniscentrum van de Koninklijke Marechaussee.
Orden is bereikbaar vanaf station Apeldoorn met buslijn 1 en buslijn 12.

## Sportpark Orderbos
Sportpark Orderbos is een sportterreinencomplex in de wijk Orden, gelegen in het Orderbos aan de westrand van Apeldoorn. Het sportpark huisvest diverse sportverenigingen waaronder:
- CSV Apeldoorn (voetbal)
- SV Orderbos (voetbal)
- VV TKA (voetbal)
- AV '34 (atletiek)
- AMHC (hockey)
- Robur 58 (honkbal)
- KV Apeldoorn (korfbal)
- Tepci (tennis)
- Bar End (mountainbiken)
- De Adelaar (wielrennen)